# Перемен, Яков Абрамович
Я́ков Абра́мович Переме́н (1881—1960) — еврейский общественный деятель, меценат и коллекционер, учёный-ассириолог.

## Биография
Родился в 1881 году в Житомире в семье раввина Аврума-Ицхока Перемена и его жены Двойры. Получил традиционное еврейское образование и диплом раввина. В конце 1890-х годов семья переехала в Одессу, где он продолжил заниматься самообразованием. Здесь Перемен начал свою общественную деятельность, войдя в интеллектуальную среду сионистского движения в Одессе, которое возглавлял Менахем Шенкин. Посещал вечерние уроки еврейской истории и литературы, занимаясь в читальном зале одесской научной библиотеки.
Занимался политической деятельностью — был среди первых членов партии «Рабочие Сиона» (Поалей Цион), одним из организаторов и председателем центрального комитета одесской еврейской радикал-социалистической рабочей партии («Радикал Поалей Цион»). На VII Всероссийском сионистском съезде в Петрограде он выступил с декларацией своей партии: «Единая нация, единая страна, единый язык». Также Перемен стал одним из организаторов еврейской «Хаганы» («Самооборона») в Одессе, взяв себе псевдоним Атид («будущее», иврит).
В середине 1900-х годов он открыл в центре Одессы (ул. Преображенская, 41) Дом книжной торговли «Культура», который одновременно служил библиотекой и был своеобразным местом встреч представителей еврейской интеллигенции города.

### В Израиле
После Октябрьской революции Яков Перемен был одним из главных организаторов репатриации на корабле «Руслан» из Одессы.
В Палестину корабль прибыл 18 декабря 1919 года. В числе пассажиров находились Яков Перемен с семьей, его друзья и знакомые: Иосиф Клаузнер — исследователь еврейской литературы, доктор философии (в будущем профессор Иерусалимского университета, дядя писателя Амоса Оза), архитектор Иуда Магидович (стал первым городским архитектором Тель-Авива), доктор Моше Гликсон — журналист, ученик философа Германа Коэна, (в 1922 стал главным редактором газеты «Ха-Арец»), художники Ицхак Френкель, Арье Навон, Йосеф и Иудит (Ида) Константиновские, поэтесса Рахель, танцовщик Барух Агадати (в будущем автор легендарных пуримских карнавалов «Адлояда» в Тель-Авиве, один из основателей израильского кино) и другие.

В декабре 1921 года Перемен открыл первую в Тель-Авиве Палестинскую постоянную художественную галерею в снятом им же зале «Неве-Шаанан» (ныне на ул. Нахалат-Беньямин). Вместе с приехавшими с ним деятелями искусства он создал кооператив «Хатомер», где они преподавали живопись и скульптуру, читали лекции по современному еврейскому искусству. В начале 1920-х также открыл на ул. Герцль библиотеку с четырьмя отделениями: беллетристика, научные издания, детская литература и книги по искусству на пяти языках (иврит, идиш, русский, английский и французский). 

Яков и Сара Перемен. Одесса, середина 1910-х годов.

В 1930-е годы Яков Перемен осуществил мечту своей молодости и посвятил себя изучению ассирийской клинописи и расшифровке древних текстов семитской литературы.
В Эрец-Исраэль родилась его младшая дочь, которой он дал имя Атида («будущее», иврит). Воспитывал также двух сыновей, Нахмана и Натана. Умер в 1960 году в Тель-Авиве.
Опубликовал ряд исследований (включая несколько монографий) древнееврейской литературы, аккадских письменных источников, а также несколько сборников стихов и публицистики на иврите, воспоминания, художественную и литературную критику.

## Художественное собрание
Перемен вывез с собой в Тель-Авив архив одесской партии «Радикал Поалей Цион» (он был одним из её организаторов и председателем центрального комитета), обширное личное книжное собрание и художественную коллекцию из двухсот двадцати картин «независимых» одесских художников-евреев, представителей новых течений в искусстве начала XX века. И уже в дни Песаха в 1920 году он представил картины одесситов перед тель-авивской публикой на выставке в гимназии «Герцлия».
В 2010 году на русских торгах Sotheby’s в Нью-Йорке коллекция Якова Перемена продавалась единым лотом: 86 произведений выставлялись одним лотом и были проданы за 1,99 млн долларов. Купил коллекцию киевский бизнесмен Андрей Адамовский. Предполагалось, что коллекция будет выставлена в музее, который меценат собирался открыть. Последний раз коллекция Перемена демонстрировалась в 2006 году в израильском Музее русского искусства Марии и Михаила Цетлиных в Рамат-Гане на выставке «Одесские парижане».